# Cloudera
Cloudera ist ein US-amerikanischer Hersteller von Software im Umfeld von Apache Hadoop.
Cloudera wurde 2008 von Christophe Bisciglia (zuvor Google), Amr Awadallah (Yahoo), Mike Olson (Oracle) und Jeff Hammerbacher (Facebook) in Palo Alto gegründet. Das Startkapital betrug 670 Millionen US-Dollar.

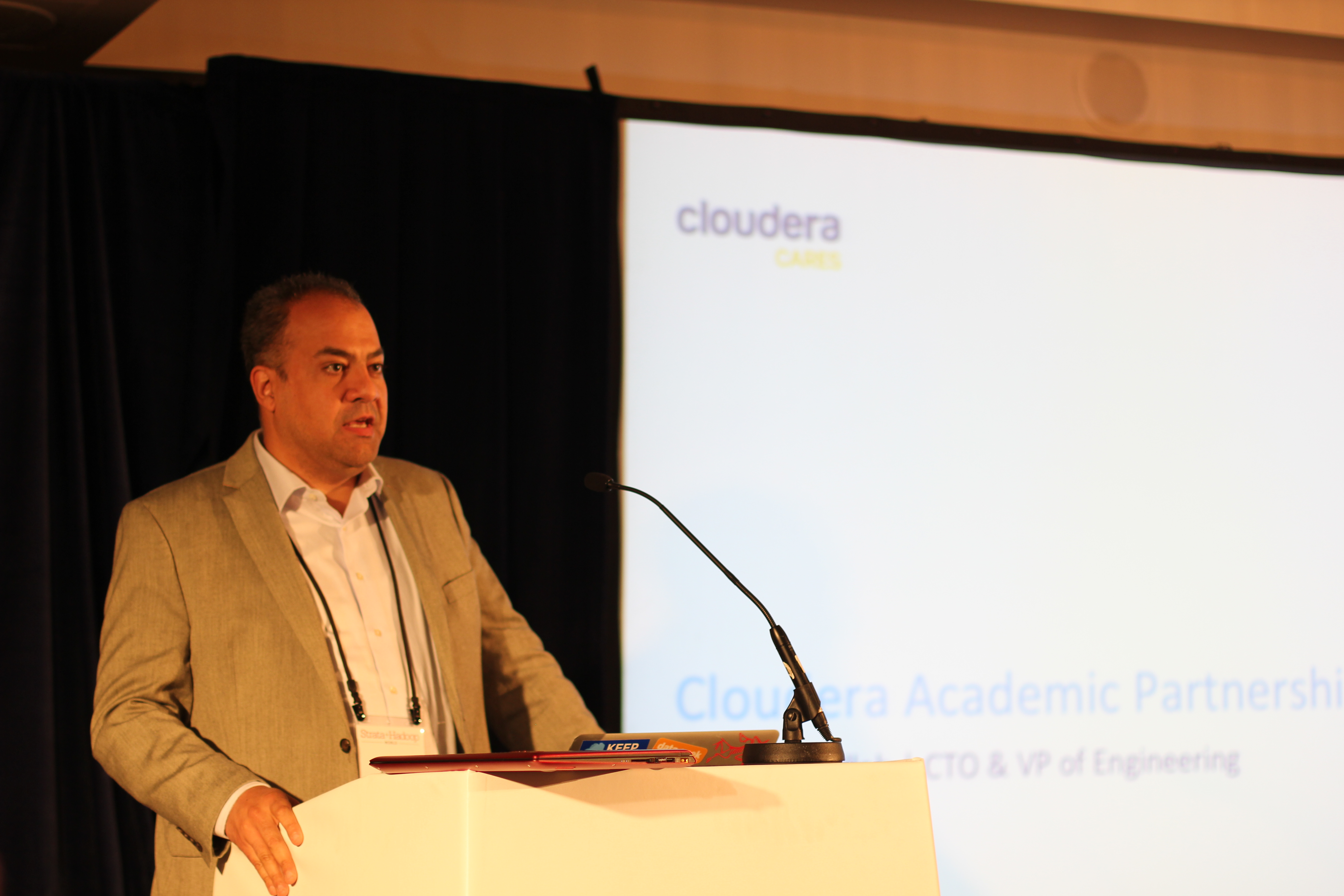
Amr Awadallah während Cloudera Cares 2015

Das Unternehmen hat ihre Hadoop-Distribution erstmals 2009 vorgestellt. In der gleichen Phase gab es eine Beteiligung in Höhe von fünf Millionen US-Dollar von Accel Partners. Tom Reilly ist seit 2013 CEO von Cloudera. Im März 2014 nahm Cloudera in einer weiteren Finanzierungsrunde rund 900 Millionen US-Dollar ein, davon 740 Millionen von Intel Capital wofür sie 18 Prozent der Anteile erhielten und ihre eigene Hadoop-Distribution aufgaben. 2016 hat Cloudera den ersten Standort in Deutschland eröffnet (in München).
Cloudera bietet ein Abonnement-Modell für ihre Hadoop-Distribution CDH (Cloudera's Distribution Including Apache Hadoop) an, wobei pro Knoten bezahlt wird. Mehr als drei Viertel des Umsatzes werden durch Abonnements erzielt. Hinzu kommen IT-Dienstleistungen und Schulungen bzw. Zertifizierungen. Zusätzlich zu MapReduce und dem Hadoop Distributed File System bietet CDH Features in den Bereichen Cluster-Verwaltung, Sicherheit, Hochverfügbarkeit sowie Integration anderer Hardware- und Softwarekomponenten. Im Oktober 2012 wurde die Entwicklung von Cloudera Impala bekannt gegeben, ein Open-Source-Abfragewerkzeug für Hadoop.
Im Oktober 2018 haben Cloudera und Hortonworks angekündigt, als gleichberechtigte Partner zu fusionieren. Die Fusion wurde im Januar 2019 abgeschlossen. Die Hortonworks-Aktionäre erhielten Stammaktien von Cloudera.
Unter dem Titel Cloudera Cares fasst das Unternehmen Benefiz-Aktivitäten zusammen. Für wohltätige Zwecke wurde Software gespendet und 3900 Zeitstunden investiert.